# Mari Carmen Díaz de Lezana
Mari Carmen Díaz de Lezana ( Orduña, Vizcaya, 1943 ) es una ciclista española, pionera en el ciclismo en España.

## Biografía
Díaz de Lezana siente verdadera pasión por el ciclismo en el que está inmersa desde pequeña. Creció en un garaje de bicicletas que tenía su padre que era ebanista y comenzó a andar en bicicleta con su padre  pedalear suponía para ella salir de casa y respirar aire fresco. Emocionada por competir más tarde en un país donde no existía una federación femenina de ciclismo consiguió  competir en algunas carreras, aunque fuera un momento difícil para las mujeres y el ciclismo.

## Trayectoria
Díaz de Lezana se sumergió en el mundo del ciclismo en los años 50 con apenas siete años y se convirtió en una referente para otras mujeres. Fue pionera llegando a competir en varias carreras aunque cuando se trataba de ciclismo no existía ningún campeonato femenino ni la costumbre de que las mujeres practicarán este deporte. Sus primeros recorridos fueron para cuidar la colmena de su padre ubicada en Gujuli en la carretera que une Orduña con Murgia. Participaba además en las sociedades de la Bilbaína y la Vitoriana junto a su padre quién además le regaló su primera bicicleta profesional con la que José Luis Bilbao ganó 14 carreras.
Su primera carrera fue en Gernika donde la invitaron a pedalear junto a hombres y ganó. Su participación en las competiciones no duraron mucho por lo que centró su atención en el cicloturismo. La denegaron formar parte en los Campeonatos del Mundo en 1963,1964 y 1965  donde ver competir a una mujer no estaba bien visto. Como ciclista, realizó varios viajes con su padre. Cuando se convirtió en madre, tuvo un descanso pero luego reanudó su pasatiempo con su esposo e hijos, su hija Amaia ganó un concurso.
En 1964, subió al puerto de Urkiola una de las actividades para calentar el ambiente antes de la carrera de Urkiola, y según las  crónicas de la época: 

Dejó a todos boquiabiertos. En ese momento, las mujeres no tenían derecho a estar federadas y no había carrera para ellas.

En 2019 viajó con su hijo por la Ruta de Carlos V desde Laredo a Plasencia y recorrió también Portugal.
En 2020 pedaleó, junto con sus amigos de Arrigorriaga Alfonso Julián e Iñaki Hoyos, de Orduña a Benidorm cuando Díaz de Lezama contaba con 77 años. Su intención era viajar a Ciudad del  Vaticano pero debido a la pandemia se despidió de sus alforjas y cargó su bicicleta en Orduña hacia Benidorm con sus amigos con el objetivo de combinar la salud y el deporte.
En el verano de 2021 pudo realizar el viaje pospuesto debido a la pandemia hacia el Vaticano recorriendo 23 etapas, de 56 a 161 kilómetros diarios, que pretendía realizar en 22 días.

## Reconocimiento
- En 2020, Mari Carmen Díaz de Lezana fue la Txupinera de las fiestas de Otxomaio, en su ciudad natal, elegida a través de una encuesta popular.[4]